# 米哈·伊萬契奇
米哈·伊萬契奇（1998年10月5日—），斯洛維尼亞男子羽球運動員。

## 生平
米哈·伊萬契奇從一年級開始，由他的兄長在俱樂部中教他打羽毛球，此後曾在所有的全國青少年賽事中取得雙打冠軍。2018年，伊萬契奇與搭檔佩特拉·波蘭克在斯洛維尼亞全國錦標賽混合雙打項目首度奪得全國冠軍，也在同一年於斯洛文尼亞未來系列賽混雙項目贏得國際賽首冠。

## 主要比賽成績
只列出曾進入準決賽的國際賽事成績：
| 年份   | 賽事                       | 公開賽級別 | 項目     | 拍檔           | 成績   |
| ------ | -------------------------- | ---------- | -------- | -------------- | ------ |
| 2018年 | 斯洛文尼亞羽毛球未來系列賽 | 未來系列賽 | 混合雙打 | 佩特拉·波蘭克  | 冠軍   |
| 2019年 | 捷克羽毛球公開賽           | 未來系列賽 | 混合雙打 | 佩特拉·波蘭克  | 準決賽 |
| 2019年 | 斯洛文尼亞羽毛球未來系列賽 | 未來系列賽 | 混合雙打 | 佩特拉·波蘭克  | 冠軍   |
| 2020年 | 斯洛伐克羽毛球公開賽       | 未來系列賽 | 混合雙打 | 佩特拉·波蘭克  | 準決賽 |
| 2020年 | 保加利亞羽毛球國際賽       | 未來系列賽 | 混合雙打 | 佩特拉·波蘭克  | 亞軍   |
| 2021年 | 希臘羽毛球國際賽           | 未來系列賽 | 混合雙打 | 佩特拉·波蘭克  | 準決賽 |
| 2022年 | 波蘭羽毛球公開賽           | 國際挑戰賽 | 混合雙打 | 尼卡·阿里      | 準決賽 |
| 2022年 | 斯洛文尼亞羽毛球未來系列賽 | 未來系列賽 | 混合雙打 | 佩特拉·波兰克  | 亞軍   |
| 2023年 | 烏干達羽毛球國際挑戰賽     | 國際挑戰賽 | 混合雙打 | 佩特拉·波兰克  | 準決賽 |
| 2023年 | 喀麥隆羽毛球國際賽         | 國際系列賽 | 混合雙打 | 佩特拉·波兰克  | 亞軍   |
| 2023年 | 拉各斯羽毛球國際經典賽     | 國際挑戰賽 | 混合雙打 | 佩特拉·波蘭克  | 亞軍   |
| 2023年 | 匈牙利羽毛球國際賽         | 國際系列賽 | 混合雙打 | 佩特拉·波蘭克  | 準決賽 |
| 2024年 | 冰島羽毛球國際賽           | 未來系列賽 | 男子雙打 | Vid Koščak     | 準決賽 |
| 2024年 | 哈薩克羽毛球國際挑戰賽     | 國際挑戰賽 | 混合雙打 | 佩特拉·波兰克  | 準決賽 |
| 2024年 | 斯洛文尼亞羽毛球未來系列賽 | 未來系列賽 | 男子雙打 | Rok Jercinovic | 亞軍   |
| 2024年 | 斯洛文尼亞羽毛球未來系列賽 | 未來系列賽 | 混合雙打 | 佩特拉·波兰克  | 冠軍   |

| 2007-2017年 | 首要超級賽 | 超級賽 | 黃金大獎賽 | 大獎賽 | 國際挑戰賽 | 國際系列賽 | 未來系列賽 | 其他 |

| 2018-2026年 | 總決賽 | 超級1000賽 | 超級750賽 | 超級500賽 | 超級300賽 | 超級100賽 | 國際挑戰賽 | 國際系列賽 | 未來系列賽 | 其他 |